# Liga de Fútbol de Guinea Ecuatorial
La Liga de Fútbol de Guinea Ecuatorial (LIFGE) —anteriormente conocida como LIFUTEG Primera División y Primera División de Honor de Guinea— es la máxima categoría del sistema de ligas de fútbol en Guinea Ecuatorial. Se disputa desde 1979 y es organizado por la Federación Ecuatoguineana de Fútbol. 
El equipo campeón clasifica a la Liga de Campeones y la Copa Confederación.

## Sistema de competición
La competición se divide en dos fases: 

### Fase regular
Los 24 equipos se encuentran subdivididos en dos grupos de 12 equipos cada uno según su ubicación geográfica, Región Insular o Región Continental de Guinea Ecuatorial. Siguiendo un sistema de liga los 12 equipos de cada grupo se enfrentan todos contra todos en dos ocasiones, una en campo propio y otra de visita, sumando un total de 22 jornadas.
Tras finalizar las 22 jornadas, los tres equipos que acaben en primer lugar de cada grupo clasifican al hexagonal final por el título, mientras los dos peor ubicados de cada grupo descienden de categoría al finalizar la temporada.

### Fase final
Los seis equipos clasificados (los tres mejores de cada grupo) juegan un hexagonal todos contra todos bajo el mismo sistema de liga de la fase regular. El equipo con más puntos es declarado campeón y clasificará a la Liga de Campeones de la CAF.

## Equipos
Nótese que muchos clubes de Guinea Ecuatorial incluyen el término «Real» como parte de su nombre, a pesar de que el país no es una monarquía, lo que en principio no tiene ningún sentido. Esto se debe a que la nomenclatura de los clubes de fútbol ecuatoguineanos toman como ejemplo la nomenclatura utilizada en España, un estado monárquico donde muchos equipos incluyen el prefijo «Real».

## Equipos temporada 2024-25

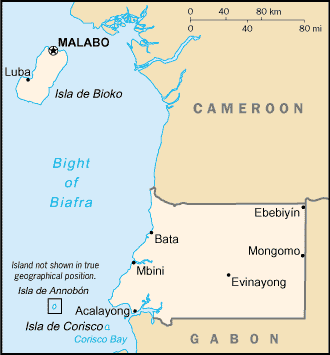
Guinea Ecuatorial.

| Equipo                 | Ciudad         | Provincia       |
| Región Insular         | Región Insular | Región Insular  |
| ---------------------- | -------------- | --------------- |
| Atlético Semu          | Malabo         | Bioko del Norte |
| Cano Sport Academy     | Malabo         | Bioko del Norte |
| Deportivo Ebenezer     | Malabo         | Bioko del Norte |
| Deportivo Unidad       | Malabo         | Bioko del Norte |
| Diablo Rojo de Niefang | Malabo         | Bioko del Norte |
| Leones Vegetarianos    | Malabo         | Bioko del Norte |
| Malabo United FC       | Malabo         | Bioko del Norte |
| Real Teka              | Malabo         | Bioko del Norte |
| UD Santa María         | Malabo         | Bioko del Norte |
| Sony Elá Nguema        | Malabo         | Bioko del Norte |
| The Panthers FC        | Malabo         | Bioko del Norte |
| Región Continental     |                |                 |
| FC 15 de Agosto        | Aconibe        | Welé−Nzas       |
| Akonangui FC           | Ebibeyin       | Kié−Ntem        |
| Akurenam FC            | Acurenam       | Welé−Nzas       |
| Bata City Sport        | Bata           | Litoral         |
| Deportivo Evinayong    | Evinayong      | Centro Sur      |
| Deportivo Mongomo      | Mongomo        | Welé−Nzas       |
| Dragón FC              | Bata           | Litoral         |
| EDSA                   | Bata           | Litoral         |
| Estrella de Futuro     | Mongomo        | Welé−Nzas       |
| Fundación Bata         | Bata           | Litoral         |
| Inter Litoral          | Bata           | Litoral         |
| Unión Vesper           | Bata           | Litoral         |

## Palmarés
| Temporada | Campeón                                      | Subcampeón                                   |
| --------- | -------------------------------------------- | -------------------------------------------- |
| 1979      | Real Rebola                                  |                                              |
| 1980      | Deportivo Mongomo                            |                                              |
| 1981      | Club Atlético de Malabo                      |                                              |
| 1982      | Club Atlético de Malabo                      |                                              |
| 1983      | Dragón FC                                    |                                              |
| 1984      | CD Elá Nguema                                |                                              |
| 1985      | CD Elá Nguema                                |                                              |
| 1986      | CD Elá Nguema                                |                                              |
| 1987      | CD Elá Nguema                                |                                              |
| 1988      | CD Elá Nguema                                |                                              |
| 1989      | CD Elá Nguema                                |                                              |
| 1990      | CD Elá Nguema                                |                                              |
| 1991      | CD Elá Nguema                                |                                              |
| 1992      | Akonangui FC                                 |                                              |
| 1993      | Desconocido                                  | Desconocido                                  |
| 1994      | Desconocido                                  | Desconocido                                  |
| 1995      | Desconocido                                  | Desconocido                                  |
| 1996      | Cafe Bank Sportif                            |                                              |
| 1997      | Deportivo Mongomo                            |                                              |
| 1998      | CD Elá Nguema                                | Cafe Bank Sportif                            |
| 1999      | Akonangui FC                                 | CD Elá Nguema                                |
| 2000      | CD Elá Nguema                                | Deportivo Mongomo                            |
| 2001      | Akonangui FC                                 | Deportivo Mongomo                            |
| 2002      | CD Elá Nguema                                | Renacimiento FC                              |
| 2003      | Club Atlético de Malabo                      | --                                           |
| 2004      | Renacimiento FC                              | CD Elá Nguema                                |
| 2005      | Renacimiento FC                              | CD Elá Nguema                                |
| 2006      | Renacimiento FC                              | --                                           |
| 2007      | Renacimiento FC                              | --                                           |
| 2008      | Akonangui FC                                 | --                                           |
| 2009      | CD Elá Nguema                                | --                                           |
| 2010      | Deportivo Mongomo                            | --                                           |
| 2011      | CD Elá Nguema                                | --                                           |
| 2012      | CD Elá Nguema                                | --                                           |
| 2013      | Akonangui FC                                 | CD Elá Nguema                                |
| 2014      | CD Elá Nguema                                | --                                           |
| 2015      | Racing de Micomeseng                         | CD Elá Nguema                                |
| 2016      | CD Elá Nguema                                | Leones Vegetarianos CF                       |
| 2017      | Leones Vegetarianos CF                       | --                                           |
| 2018      | Leones Vegetarianos CF                       | Deportivo Unidad                             |
| 2019      | Cano Sport Academy                           | Leones Vegetarianos CF                       |
| 2020      | Abandonado debido a la pandemia del COVID-19 | Abandonado debido a la pandemia del COVID-19 |
| 2021      | No disputado                                 | No disputado                                 |
| 2021–22   | Deportivo Mongomo                            | Futuro Kings FC                              |
| 2022–23   | Dragón FC                                    | Deportivo Unidad                             |
| 2023–24   | Deportivo Mongomo                            | FC 15 de Agosto                              |
| 2024–25   | Fundación Bata                               | Malabo United FC                             |

## Títulos por club
| Club                    | Ciudad     | Campeón | Años campeón                                                                                   |
| ----------------------- | ---------- | ------- | ---------------------------------------------------------------------------------------------- |
| CD Elá Nguema           | Malabo     | 16      | 1984, 1985, 1986, 1987, 1988, 1989, 1990, 1991, 1998, 2000, 2002, 2009, 2011, 2012, 2014, 2016 |
| Akonangui FC            | Ebebiyín   | 5       | 1992, 1999, 2001, 2008, 2013                                                                   |
| Deportivo Mongomo       | Mongomo    | 5       | 1980, 1997, 2010, 2022, 2024                                                                   |
| Renacimiento FC         | Malabo     | 4       | 2004, 2005, 2006, 2007                                                                         |
| Club Atlético de Malabo | Malabo     | 3       | 1981, 1982, 2003                                                                               |
| Leones Vegetarianos CF  | Malabo     | 2       | 2017, 2018                                                                                     |
| Dragón FC               | Bata       | 2       | 1983, 2023                                                                                     |
| Real Rebola             | Rebola     | 1       | 1979                                                                                           |
| Cafe Bank Sportif       | Malabo     | 1       | 1996                                                                                           |
| Racing de Micomeseng    | Micomeseng | 1       | 2015                                                                                           |
| Cano Sport Academy      | Malabo     | 1       | 2019                                                                                           |
| Fundación Bata          | Bata       | 1       | 2025                                                                                           |